# Star Wars Jedi: Fallen Order
Star Wars Jedi: Fallen Order é um jogo eletrônico de ação-aventura desenvolvido pela Respawn Entertainment e publicado pela Electronic Arts. Parte do universo Star Wars, a história se passa cinco anos depois dos eventos do filme Star Wars: Episode III – Revenge of the Sith e acompanha Cal Kestis, um jedi padawan que passa a ser caçado pelo Império Galáctico enquanto tenta completar seu treinamento, se reconciliar com seu passado e reconstruir a caída Ordem Jedi. A jogabilidade envolve o uso do sabre de luz e habilidades da Força de Cal para derrotar uma variedade de inimigos. O jogo possui um estilo de projeto semelhante a metroidvanias em que novas áreas ficam acessíveis a medida que o jogador desbloqueia habilidades e equipamentos.
O desenvolvimento de Fallen Order começou como um jogo original sem relação com a franquia Star Wars, mas a Electronic Arts achou que o projeto funcionaria bem como um título de Star Wars, conseguindo convencer a produtora Lucasfilm a aprovar a ideia e prestar consultoria. Os visuais foram inspirados no filme Rogue One: A Star Wars Story e na série Star Wars Rebels, enquanto a jogabilidade foi inspirada em Metroid Prime, Dark Souls e The Legend of Zelda: The Wind Waker. O elenco inclui Cameron Monaghan como Cal Kestis e Debra Wilson como sua mentora Cere Junda, enquanto o engenheiro sonoro Ben Burtt criou os sons do droide companheiro BD-1. A música foi composta por Stephen Barton e Gordy Haab para lembrar as trilhas dos filmes da série.
Fallen Order foi anunciado pela Electronic Arts em maio de 2016 e lançado mundialmente em novembro de 2019 para PlayStation 4, Xbox One e Windows. Uma versão para Google Stadia estreou em novembro de 2020, enquanto outra para PlayStation 5 e Xbox Series X/S em junho de 2021. O jogo foi bem recebido pela crítica especializada, que elogiou seu combate, personagens, interpretações dos atores e projeto de mundo, com as principais críticas sendo contra problemas técnicos. Foi um sucesso comercial com mais de dez milhões de cópias vendidas até 2020. Foi indicado a diversos prêmios em premiações como o D.I.C.E. Awards, BAFTA Game Awards e The Game Awards. Uma sequência chamada Star Wars Jedi: Survivor foi lançada em abril de 2023.

## Jogabilidade

A jogabilidade de Fallen Order envolve o protagonista Cal Kestis enfrentando diversos adversários com seu sabre de luz

Star Wars Jedi: Fallen Order é um jogo eletrônico de ação-aventura jogado de uma perspectiva em terceira pessoa. O jogador controla o protagonista Cal Kestis e pode usar seu sabre de luz para atacar inimigos ou bloquear ataques contra si. Bloquear um ataque gasta o medidor de bloqueio do personagem, deixando-o vulnerável quando o medidor zerar. Caso o bloqueio seja realizado pouco antes do ataque, isto irá aparar o ataque ou desviar um projétil, fazendo com que o medidor de bloqueio do inimigo se reduza mais rápido. Alguns inimigos adquirem um brilho vermelho quando estão para lançar um ataque não bloqueável. O jogador pode desviar, esquivar ou interrompe-lo com alguma habilidade da Força. O jogador começa o jogo com um sabre de luz, mas posteriormente na história ele adquire um sabre de luz duplo.
O jogador tem acesso a vários poderes da Força que são usados tanto em combate quanto para solucionar quebra-cabeças. No início apenas a habilidade "lentidão", que desacelera inimigos, está disponível, mas pelo decorrer da história mais habilidades são disponibilizadas, como "corrida de parede", "salto jedi", "empurrão" e "puxão", o que permite alcançar áreas anteriormente inacessíveis. Usar poderes da Força diminuiu o medidor de Força, que é recarregado quando o jogador danifica um inimigo com ataques normais. Pontos de habilidade podem ser conquistados para aprimorar as habilidades de combate, estas divididas em três categorias: sobrevivência, sabre de luz e Força. Tipos de inimigos incluem feras selvagens, stormtroopers, droides e soldados executores especialistas em caçar jedi. Os chefes incluem inquisidoras, caçadores de recompensa, feras grandes e veículos. Alguns chefes são parte da história principal, já outros são opcionais. O jogador é acompanhado pelo droide BD-1, que o ajuda a acessar baús e terminais, bem como proporcionar itens de cura.
O estilo de exploração e progressão e semelhante a um metroidvania. Há cinco planetas exploráveis que o jogador pode voltar regularmente: Bogano, Zeffo, Kashyyyk, Dathomir e Ilum. A nave Stinger Mantis serve como uma pequena base onde o jogador pode conversar com personagens não jogáveis e usar a viagem entre planetas. Locais são interconectados nos planetas e os jogadores podem encontrar atalhos para atravessarem áreas mais rapidamente. Muitas áreas só podem ser acessadas assim que novas habilidades ou itens são adquiridos. BD-1 pode projetar um mapa do planeta, incluindo a localização e objetivos do jogador. Portas que podem ser abertas são destacadas em verde, enquanto as que não podem ser abertas ficam em vermelho. O droide ocasionalmente pede para escanear itens, dando ao jogador alguns pontos de experiência. Exploração revela baús que conténs itens cosméticos que alteram a aparência de Cal, da Stinger Mantis e de BD-1. Itens de "essência" proporcionam aumentos permanentes dos medidores de vida e Força, bem como "ecos" que revelam mais sobre as histórias de pano de fundo do jogo. BD-1 também pode ser aprimorado para melhor ajudar na navegação e combate, porém alguns aprimoramentos podem ser perdidos. Cada nível contém "pontos de meditação" onde o jogador pode salvar seu progresso, gastar seus pontos de habilidade, reabastecer seus itens de cura e descansar para recuperar sua vida e Força. Entretanto, descansar faz com que inimigos derrotados ressurjam. Morrer em combate faz os jogadores poderem seus pontos de experiência, porém este pode ser reconquistado ao danificar o oponente que anteriormente matou o jogador.
Um atualização pós lançamento adicionou Arenas de Meditação aos pontos de meditação. Essas arenas proporcionam desafios de combate em que o jogador luta contra ondas de inimigos baseados em locais do jogo principal. Finalizar um desafio concede ao jogador até três estrelas baseadas em seu desempenho. Alcançar três estrelas pode conceder mudanças cosméticas para BD-1. A Arena de Meditação também inclui um modo em que os jogadores podem criar desafios customizados.

## Enredo
Cinco anos depois da República Galáctica ter se convertido em Império e expurgado os jedi, o ex-padawan Cal Kestis está se escondendo no planeta Bracca, onde trabalha desmontado naves das Guerras Clônicas. Uma sonda imperial pega Cal usando a Força para salvar um amigo e assim duas inquisidoras, a Segunda e Nona Irmãs, são enviadas para capturá-lo. Cal consegue escapar e é resgatado pela ex-cavaleira jedi Cere Junda e o piloto Greez Dritus, que o trazem a bordo de sua nave Stinger Mantis.
Cera leva Cal para o planeta Bogano na esperança que ele possa acessar uma câmara antiga. No caminho, Cal faz amizade com um pequeno droide chamado BD-1, que lhe mostra uma mensagem de Eno Cordova, o antigo mestre jedi de Cere. Ele revela que a câmara foi construída por uma antiga civilização chamada Zeffo e que um holocron jedi contendo uma lista de todas as crianças sensitivas para a Força foi escondida ali por Cordova. Cere acredita que essa lista pode ajudar a reconstruir a Ordem Jedi, mas o único modo de acessar a câmara é seguindo as pistas de Cordova. Cal segue para o planeta natal dos Zeffo e explora um templo antigo, encontrando uma pista para um amigo de Cordova, um chefe wookiee chamado Tarfful. Cal viaja para o planeta Kashyyyk e encontra o notório rebelde Saw Gerrera, ajudando-o a libertar wookiees presos pelo Império.
Cal não consegue encontrar Tarfful e retorna para Zeffo com o objetivo de procurar mais pistas, porém é emboscado pela Segunda Irmã, que revela ser Trilla Suduri, a antiga padawan de Cere. Trilla explica que foi capturada pelo Império depois de Cere entregá-la sob tortura, avisando Cal que ele será inevitavelmente traído também. Ele descobre que para acessar a câmara é preciso um artefato especial chamado Astrium, porém é capturado por um caçador de recompensas, sendo forçado a lutar em uma arena gladiatória. Cal é resgatado por Cere e Greez e volta para Kashyyyk, onde Tarfful o instruí a investigar o alto de uma enorme árvore. Neste local, Cal descobre outra pista de Cordova que revela que existe um astrium dentro de uma tumba Zeffo no planeta Dathomir, porém ele encontra novamente a Nona Irmã, com quem batalha e sai-se vitorioso.
O progresso de Cal em Dathomir é atrapalhado por Merrin, uma Irmã da Noite que culpa os jedi pelo massacre de seu povo durante as Guerras Clônicas. Cal consegue chegar na tumba, mas tem um flashback de seu mestre Jaro Tapal se sacrificando para protegê-lo durante o expurgo dos jedi e isto faz Cal destruir seu próprio sabre de luz. Ele conhece o ex-jedi Taron Malicos, que caiu em Dathomir durante o expurgo e sucumbiu ao lado sombrio da Força. Malicos tentou aprender a magia das Irmãs da Noite e tenta fazer Cal passar para o lado sombrio, mas este recusa e foge quando ambos são atacados por Merrin. Cere admite que cortou sua conexão com a Força depois de brevemente recair para o lado sombrio ao descobrir que Trilla tinha se tornado uma inquisidora. A Stinger Mantis viaja para o planeta Ilum para Cal reconstruir seu sabre de luz, retornando então para Dathomir, onde recupera o astrium e supera sua culpa pela morte de Tapal. Em seguida derrota Malicos com a ajuda inesperada de Merrin, que concorda em se juntar ao grupo.
Cal consegue abrir a câmara em Bogano e tem uma visão de si mesmo reconstruindo a Ordem Jedi, porém acaba sendo derrotado e torturado pelo Império. Ele consegue escapar da visão e é atacado por Trilla, que rouba o holocron. Cere retoma seu papel de jedi e faz de Cal um cavaleiro jedi, com os dois infiltrando a Fortaleza dos Inquisidores em Nur, satélite natural do planeta Mustafar, para recapturarem o holocron. Os dois conseguem alcançar Trilla, que é derrotada por Cal, que recupera o holocron. Cere se reconcilia com Trilla, mas Darth Vader aparece repentinamente e mata Trilla por seu fracasso. Cal e Cere fogem e são salvos por Merrin. Todos celebram seu sucesso a bordo da Stinger Mantis, mas percebem que as crianças listadas no holocron apenas ficariam em perigo se se tornassem jedi. Desta forma, Cal decide destruir o holocron.

## Desenvolvimento
Stig Asmussen se juntou à Respawn Entertainment em 2014 como diretor de jogo, liderando a segunda equipe de desenvolvimento do estúdio enquanto a primeira trabalhava na série Titanfall. A Respawn discutiu a possibilidade de criar um título na série Star Wars com a publicadora Electronic Arts (EA), que tinha uma licença exclusiva para desenvolver novos jogos da franquia. Este plano não foi adiante, assim o estúdio começou a desenvolver um conceito original, porém a EA acabou achando que a ideia funcionaria bem como um jogo de Star Wars. A Lucasfilm, a dona da propriedade intelectual  de Star Wars, era protetora dos jedi como uma parte "sagrada" da série e encorajou a Respawn a criar um jogo de tiro sobre um contrabandista ou caçador de recompensas. Entretanto, Asmussen foi contra essa visão, conseguindo convencer a Lucasfilm a permitir um título com jedi e combate de sabre de luz. A Lucasfilm regularmente checava o progresso com a Respawn com o objetivo de garantir a fidelidade do jogo à ambientação de Star Wars. Fallen Order se inspirou visualmente nos filmes Rogue One: A Star Wars Story e Solo: A Star Wars Story, bem como a série Star Wars Rebels, que se passam no mesmo período.

### Narrativa
Aaron Contreras chefiou a equipe de roteiristas, que incluía vários membros com experiência na ambientação de Star Wars a partir de trabalhos anteriores nas séries Rebels e Star Wars: The Clone Wars. A equipe queria desenvolver uma história entre os eventos de Episode III e Episode IV e explorar elementos reconhecíveis de Star Wars até então subutilizados em outras mídias. O projetista de nível Jeff Magers descreveu os eventos pós-Episode III como "um lugar perfeito para um herói de jogo eletrônico, como uma vela bruxuleante em um lugar bem escuro". Os desenvolvedores queriam trazer de volta sentimentos da trilogia original de filmes ao mesmo tempo criando uma história jedi "autêntica" e uma jornada do herói clássica. O protagonista Cal Kestis ainda não é um jedi no início do jogo, pois seu treinamento terminou abruptamente quando os jedi foram expurgados. Desta forma, Fallen Order foi concebido como uma "história de David e Golias" se focando na "clássica batalha do bem contra o mal".
Um dos temas principais descritos pelos roteiristas foi "trauma", contar uma história sobre como pessoas reagem em momentos de desespero. Isto foi refletido na crescente confiança de Cal em suas habilidades e nos seus companheiros. O ator Cameron Monaghan interpretou o personagem. Um protagonista humano foi escolhido por ser mais identificável do que um alienígena, sendo decidido que ele seria um homem para diferenciá-lo de Rey, a protagonista dos filmes da trilogia sequência. A Segunda Irmã foi interpretada por Elizabeth Grullon; ela improvisou o sotaque britânico da personagem durante as sessões de gravações porque teve uma "forte intuição" disso depois de ler o roteiro pela primeira vez. A Segunda Irmã, junto com a Nona Irmã, fizeram sua primeira aparição na história em quadrinhos Darth Vader: Dark Lord of the Sith.
A nave Stinger Mantis foi desenhada pelo artista Doug Chiang, veterano da série Star Wars. Greez Dritus, seu capitão, pertence a uma nova espécie alienígena criada para Fallen Order. Segundo Asmussen, o personagem foi inspirado por "John C. Reilly e o Sr. Furley de Three's Company". BD-1 demorou dois anos para ser projetado. Cal gradualmente se aproxima de BD-1 durante o jogo, um relacionamento que Asmussen comparou com aquele de Charlie Brown com seus companheiros animais Snoopy e Woodstock. O droide inicialmente recebeu o codinome de "cachorro pássaro", pois seu projeto lembrava a aparência de um ave ao mesmo tempo que tinha a personalidade de um cachorro. A Respawn o projetou para ser um companheiro bem "agradável", sendo descrito como o melhor amigo de Cal. A equipe inicialmente deu a BD-1 um propulsor para que ele pudesse voar, mas posteriormente um projeto bípede foi escolhido porque os desenvolvedores queriam que ele fosse um droide de exploração. Ele tem dois olhos grandes que lhe permite escanear objetos e projetar um mapa holográfico. A equipe inicialmente pensou em dar falas de diálogo para ele, mas acabaram escolhendo trabalhar com o engenheiro sonoro Ben Burtt para criar seus bipes. Cal foi inicialmente pensado como um "funileiro" que criaria BD-1 a partir de sucata e o droide ficaria em uma mochila antes disso ser abandonado. Os desenhos iniciais de BD-1 eram semelhantes ao de BB-8 para a trilogia sequência, porém foi alterado depois dos desenvolvedores assistirem ao trailer do filme Star Wars: The Force Awakens. Soldados Executores foram criados em conjunto com a Marvel Comics, também tendo feito sua primeira aparição em Dark Lord of the Sith.

### Projeto técnico
A Respawn queria que os jogadores explorassem os mundos sem a necessidade de direcionamentos excessivos. A equipe se inspirou em Metroid Prime, especialmente como novos aprimoramentos eram oferecidos ao jogador. A equipe acreditava que uma estrutura metroidvania permitiria que os jogadores explorassem cada lugar livremente ao mesmo tempo permitindo que os desenvolvedores criassem momentos feitos à mão. "Re-travessia" foi um dos principais pilares de projeto de Fallen Order. Os poderes da Força foram especialmente descritos como "mecanismos de chave e fechadura" que podem ser usados para solucionar quebra-cabeças e acessar áreas secretas. O projeto metroidvania espelha o crescimento de Cal à medida que ele se torna mais autoconfiante e fortalece sua conexão com a Força. O jogo não tem um sistema de viagem rápida pois os desenvolvedores achavam que os jogadores iriam explorar cada lugar mais minuciosamente e procurar atalhos caso não pudessem pular o caminho principal.
O combate foi descrito como "ponderado" e "metódico". A equipe decidiu que jedi se focam em "precisão e eficiência". Não há combos, porque a equipe não queria os jogadores apertando quaisquer botões. Em vez disso, o jogo é sobre acertar inimigos e usar habilidades da Força nos momentos certos e pegar inimigos desprevenidos. É necessário estudar os movimentos do adversário e reagir de acordo com diferentes táticas e momentos de ataque. Cal, para manter consistência com o universo Star Wars, pode matar stormtroopers com apenas um ataque. Alguns inimigos foram projetados com armaduras e outros receberam medidores de bloqueio com o objetivo de deixar o combate mais desafiador. A equipe procurou um meio termo entre Metroid, The Legend of Zelda: The Wind Waker, Dark Souls e Bloodborne a fim de alcançar um equilíbrio de uma jogabilidade desafiadora e acessível. Os desenvolvedores não queriam que o jogo fosse impiedoso ou punitivo. Modos diferentes de dificuldade mudam principalmente a agressão dos inimigos, bem como o tempo de aparo para o jogador e a perda de vida. A equipe queria que as armas de Cal infligissem danos letais mesmo no nível de dificuldade mais elevado. Momentos de desmembramento são raros na franquia Star Wars, assim a Respawn e a Lucasfilm concordaram que Fallen Order não teria desmembramentos humanos.

### Música
A música de Fallen Order foi composta por Stephen Barton e Gordy Haab. A trilha foi gravada no Abbey Road Studios em Londres com a Orquestra Sinfônica de Londres e o Coral de Bach. O diretor de áudio Nick Laviers afirmou que a música foi elaborada para lembrar aquela dos filmes originais, sendo tanto "futurista" quanto tendo um "clima de tecnologia acolhedor e familiar dos anos 1970". Haab descreveu a trilha sonora como "sombria", com algumas faixas parecendo "terror gótico". A equipe achou que o tema de Cal foi desafiador de ser criado, pois não queriam prenunciar muito do seu desenvolvimento de personagem e jornada de herói. Haab deliberadamente evitou escutar músicas de Star Wars para que assim pudesse criar algo novo para Fallen Order. Um álbum contendo a trilha sonora foi lançado em 21 de agosto de 2020, tendo três horas de duração e sendo produzido por Barton, Haab, Laviers, Alan Meyerson e Steve Schnur, este último o presidente de música da EA. A banda de folk metal mongol The Hu escreveu e gravou a canção "Sugaan Essena", que aparece no jogo. A letra foi escrita em língua mongol e então traduzida para uma linguagem ficcional de Star Wars.

## Lançamento
A EA revelou em maio de 2016 que um título de ação-aventura em terceira pessoa no universo Star Wars estava sendo desenvolvido pela Respawn. Fallen Order foi oficialmente anunciado na E3 2018, enquanto na E3 2019 uma demonstração de quinze minutos foi exibida. O desenvolvimento do jogo terminou em 18 de outubro de 2019. Foi lançado em 15 de novembro de 2019 para Microsoft Windows, PlayStation 4 e Xbox One, um mês antes da estreia nos cinemas de Star Wars: The Rise of Skywalker. Fallen Order foi disponibilizado na Steam, marcando o retorno da EA depois de oito anos lançando seus títulos exclusivamente em sua plataforma Origin. Fallen Order foi lançado em duas edições: Padrão e De Luxo. Esta última incluía aparências exclusivas para BD-1 e a Stinger Mantis, um livro de arte digital e vídeos de bastidores. Um dos cosméticos que inicialmente disponível apenas em pré-venda, um sabre de luz da cor laranja, foi depois disponibilizado para todos os jogadores. O jogo foi criticado por conta de vários problemas técnicos; a Respawn chegou a considerar adiar o lançamento para ter mais tempo para poli-lo, mas acabou decidindo que a estreia seria na época das férias.
Um modo foto foi adicionado em dezembro de 2019. Uma atualização gratuita com novos cosméticos, modos de jogo e desafios de combate foi disponibilizada em 4 de maio de 2020 para coincidir com o Dia de Star Wars daquele ano. Uma versão para Google Stadia foi lançada em 24 de novembro de 2020. Uma atualização gratuita foi lançada em 12 de janeiro de 2021 para melhorar a performance do título quando jogado no PlayStation 5 e Xbox Series X/S por meio de retrocompatibilidade. Versões específicas para PlayStation 5 e Xbox Series X/S foram lançadas em 11 de junho de 2021, aprimorando a performance técnica e estabilidade do jogo, além de suporte para resoluções mais elevadas e melhores tempos de carregamento. Esta atualização foi gratuita para todos que já tinham comprado o jogo nas versões para PlayStation 4 ou Xbox One.

### Outras mídias
A Marvel Comics publicou em setembro de 2019 a série de quadrinhos conectada Star Wars Jedi: Fallen Order – Dark Temple, que se passa antes dos eventos do jogo. Foi escrita por Matthew Rosenberg e ilustrada por Paolo Villanelli, acompanhando Cere e seu mestre Eno Cordova enquanto exploram o planeta Ontotho.  Um traje inspirado em BD-1 foi adicionado pela Respawn ao seu jogo battle royale Apex Legends em dezembro de 2019. A Hasbro produziu bonecos de Cal com BD-1, da Segunda Irmã e de um soldado executor como parte de sua linha Star Wars: The Black Series, enquanto alguns personagens foram adaptados pela Funko em bonecos de sua linha Funko Pop!. O punho do sabre de luz de Cal foi disponibilizado em março de 2022 para ser comprado na Dok-Ondar's Den of Antiquities da atração Star Wars: Galaxy's Edge, dentro do parques Disneyland Resort e Disney's Hollywood Studios, por ter vencido uma votação popular em 2020. Um conjunto de Lego de BD-1 foi revelado durante a Star Wars Celebration.

## Repercussão

### Crítica
Star Wars Jedi: Fallen Order foi de forma geral bem recebido pela crítica especializada. Críticos elogiaram o fato de ser um título independente para um jogador que se passa no universo Star Wars, achando que ele fazia uma boa combinação de diferentes sistemas oriundos de diferentes gêneros. Vários críticos destacaram que sua performance técnica era abaixo da média. O sucesso de Fallen Order, junto com Spider-Man no ano anterior, fez com que a empresa-mãe The Walt Disney Company encorajasse mais desenvolvedores a criarem jogos eletrônicos originais baseados em suas propriedades intelectuais.
O aspecto de exploração foi muito elogiado. Andrew Reiner da Game Informer descreveu isso como a "qualidade mais dinâmica e divertida" de Fallen Order, porém achou que alguns locais foram projetados de um jeito muito "gamificado", o que prejudicava a imersão. Ele também não gostou de algumas vezes ter que revisitar algum planeta por um motivo narrativo pouco imaginativo. Phil Hornshaw da GameSpot comentou que cada planeta tinha sido criado lindamente e que os jogadores eram sempre bem recompensados por explorarem fora do caminho principal. Ben Tyrer da GamesRadar+ elogiou as muitas locações como "intrigantes", comparando os quebra-cabeças favoravelmente com a série Tomb Raider. Dan Stapleton da IGN elogiou a Respawn por sua "atenção aos detalhes" e sua dedicação de se manter fiel ao material de origem, porém comentou que os wookiees eram "ofensivamente feios". Brad Shoemaker da Giant Bomb não gostou da falta de uma opção de viagem rápida, o que deixava a exploração um "saco" no começo do jogo. Tom Senior da PC Gamer descreveu as locações como um "calabouço enorme e emaranhado com uma boa mistura de exteriores deslumbrantes e bases Imperiais atmosféricas", mas destacou que a jogabilidade de exploração em terceira pessoa era "antiquada".
O combate também foi elogiado. Reiner comentou que cada movimento do sabre de luz parecia impactante e que cada combate era uma experiência intensa. Hornshaw e Senior elogiaram a dificuldade, comparando-a com Sekiro: Shadows Die Twice. Hornshaw também comentou que cada combate podia ser um "exercício emocionante e cerebral" porque os inimigos podiam facilmente derrotar o jogador. Os dois falaram que apesar da jogabilidade desafiadora, ela era recompensante o bastante para que os jogadores sentissem que eram um poderoso cavaleiro jedi. Hornshaw gostou que o jogo não deu muitos poderes para Cal, o que por sua vez fez do Império uma "ameaça assustadora" por conta das diferenças de poder entre os dois. Tyrer destacou que Fallen Order era "exigente" mas não "punitivo", elogiando as opções de dificuldade que permitiam que os jogadores ajustassem sua experiência. Sherif Saed da VG247 achou que as mecânicas de aparo eram algumas vezes inconscitentes e frustrantes, criticando combates em que os jogadores eram sobrecarregados com muitos oponentes.
Reiner elogiou Cal e gostou de sua relação com BD-1, comparando o droide com um "cachorrinho amigável". Ele gostou da história por seu ritmo e mistério, elogiando os flashback por seu desenvolvimento de personagem. Hornshaw também gostou da presença de BD-1 na jogabilidade, o que o fazia uma parte inseparável da experiência. Ele gostou da narrativa, mas achou que apenas começava a se destacar quando explorava a amizade de Cal com os personagens coadjuvantes. Cal foi elogiado pelos críticos, bem como membros elenco coadjuvante como Cere e Trilla. Jeff Grubb da VentureBeat elogiou o roteiro, mas ficou decepcionado que a história era sua típica narrativa de Star Wars do bem contra o mal. Kat Bailey da USgamer comentou que a história progredia em uma "velocidade vertiginosa", mas falou bem dos momentos mais sombrios.

### Vendas
A versão de PlayStation 4 vendeu 26 761 unidades em sua primeira semana, fazendo dele o quinto jogo mais vendido daquela semana. Foi o segundo jogo mais vendido no varejo do Reino Unido em sua primeira semana, atrás de Pokémon Sword e Shield, com 66% das vendas sendo para a versão de PlayStation 4 e as restantes para Xbox One. Foi a quarta melhor estreia de um lançamento físico no Reino Unido em 2019. Foi o segundo jogo mais vendido nos Estados Unidos em novembro e dezembro, atrás de Call of Duty: Modern Warfare. Foi o sexto jogo mais vendido nos Estados Unidos em 2019 apesar de seu lançamento em novembro, sendo o título de mais sucesso da Respawn.
A EA afirmou que Fallen Order foi o lançamento digital para um jogo de Star Wars de vendas mais rápidas durante suas primeiras duas semanas. O título já tinha acumulado oito milhões de cópias vendidas até janeiro de 2020, excedendo as expectativas da EA. Mais de vinte milhões de unidades foram vendidas até junho de 2021.

### Prêmios
| Ano  | Premiação                              | Categoria                                                                  | Resultado | Ref            |
| ---- | -------------------------------------- | -------------------------------------------------------------------------- | --------- | -------------- |
| 2019 | E3 2019 Game Critics Awards            | Melhor do Show                                                             | Indicado  | [ 90 ]         |
| 2019 | E3 2019 Game Critics Awards            | Melhor Jogo de Console                                                     | Indicado  | [ 90 ]         |
| 2019 | E3 2019 Game Critics Awards            | Melhor Jogo de Ação/Aventura                                               | Indicado  | [ 90 ]         |
| 2019 | Titanium Awards 2019                   | Jogo do Ano                                                                | Venceu    | [ 91 ]         |
| 2019 | Titanium Awards 2019                   | Melhor Projeto de Jogo                                                     | Venceu    | [ 91 ]         |
| 2019 | Titanium Awards 2019                   | Melhor Jogo de Aventura                                                    | Venceu    | [ 91 ]         |
| 2020 | New York Game Awards                   | Prêmio Great White Way de Melhor Atuação em Jogo Eletrônico (Debra Wilson) | Indicado  | [ 92 ]         |
| 2020 | 10º Guild of Music Supervisors Awards  | Melhor Supervisão de Música em um Jogo Eletrônico                          | Indicado  | [ 93 ]         |
| 2020 | 23º Annual D.I.C.E. Awards             | Jogo de Aventura do Ano                                                    | Venceu    | [ 94 ] [ 95 ]  |
| 2020 | 23º Annual D.I.C.E. Awards             | Melhor Realização em Personagem (Greez Dritus)                             | Indicado  | [ 94 ] [ 95 ]  |
| 2020 | NAVGTR Awards                          | Direção de Arte, Fantasia                                                  | Indicado  | [ 96 ] [ 97 ]  |
| 2020 | NAVGTR Awards                          | Direção em Cinema de Jogo                                                  | Indicado  | [ 96 ] [ 97 ]  |
| 2020 | NAVGTR Awards                          | Jogo, Franquia de Ação                                                     | Venceu    | [ 96 ] [ 97 ]  |
| 2020 | NAVGTR Awards                          | Interpretação em Drama, Protagonista (Cameron Monaghan)                    | Indicado  | [ 96 ] [ 97 ]  |
| 2020 | NAVGTR Awards                          | Interpretação em Drama, Coadjuvante (Debra Wilson)                         | Indicado  | [ 96 ] [ 97 ]  |
| 2020 | NAVGTR Awards                          | Edição de Som em Cinema de Jogo                                            | Indicado  | [ 96 ] [ 97 ]  |
| 2020 | NAVGTR Awards                          | Efeitos Sonoros                                                            | Venceu    | [ 96 ] [ 97 ]  |
| 2020 | Pégases Awards 2020                    | Melhor Jogo Internacional                                                  | Indicado  | [ 98 ]         |
| 2020 | SXSW Gaming Awards 2020                | Jogo Eletrônico do Ano                                                     | Indicado  | [ 99 ] [ 100 ] |
| 2020 | SXSW Gaming Awards 2020                | Excelência em Jogabilidade                                                 | Indicado  | [ 99 ] [ 100 ] |
| 2020 | SXSW Gaming Awards 2020                | Excelência em Efeitos Especiais                                            | Venceu    | [ 99 ] [ 100 ] |
| 2020 | SXSW Gaming Awards 2020                | Excelência em Realização Visual                                            | Indicado  | [ 99 ] [ 100 ] |
| 2020 | 16º British Academy Games Awards       | Narrativa                                                                  | Indicado  | [ 101 ]        |
| 2020 | 16º British Academy Games Awards       | Realização em Áudio                                                        | Indicado  | [ 101 ]        |
| 2020 | 18º Annual G.A.N.G. Awards             | Áudio do Ano                                                               | Indicado  | [ 102 ]        |
| 2020 | 18º Annual G.A.N.G. Awards             | Música do Ano                                                              | Venceu    | [ 102 ]        |
| 2020 | 18º Annual G.A.N.G. Awards             | Projeto Sonoro do Ano                                                      | Indicado  | [ 102 ]        |
| 2020 | 18º Annual G.A.N.G. Awards             | Melhor Áudio de Cena Cinemática                                            | Indicado  | [ 102 ]        |
| 2020 | 18º Annual G.A.N.G. Awards             | Melhor Diálogo                                                             | Indicado  | [ 102 ]        |
| 2020 | 18º Annual G.A.N.G. Awards             | Melhor Instrumentação Original                                             | Indicado  | [ 102 ]        |
| 2020 | 18º Annual G.A.N.G. Awards             | Melhor Composição Original de Coral ("Cordova's Theme")                    | Venceu    | [ 102 ]        |
| 2020 | 18º Annual G.A.N.G. Awards             | Melhor Mixagem de Áudio                                                    | Indicado  | [ 102 ]        |
| 2020 | ASCAP Composers' Choice Awards 2020    | Trilha Sonora de Jogo Eletrônico do Ano (Gordy Haab)                       | Venceu    | [ 103 ]        |
| 2020 | The Game Awards 2020                   | Melhor Jogo de Ação/Aventura                                               | Indicado  | [ 104 ]        |
| 2020 | Society of Composers & Lyricists Award | Melhor Trilha Original para Mídia Interativa (Stephen Barton e Gordy Haab) | Venceu    | [ 105 ]        |

## Sequência
A Respawn confirmou em janeiro de 2022 que estava desenvolvendo uma sequência de Fallen Order. Star Wars Jedi: Survivor foi oficialmente anunciado em maio do mesmo ano, sendo lançado em 28 de abril de 2023 para Microsoft Windows, PlayStation 5 e Xbox Series X/S. A história se passa cinco anos depois dos eventos de Fallen Order. O romance Star Wars Jedi: Battle Scars, escrito por Sam Maggs e publicado em março de 2023 pela Random House, faz a ponte entre os dois jogos.